# Brenthis rubecula
Brenthis rubecula är en fjärilsart som beskrevs av De Sagarra 1924. Brenthis rubecula ingår i släktet Brenthis och familjen praktfjärilar. Inga underarter finns listade i Catalogue of Life.